# Centrale nucleare di Ascó
La centrale nucleare di Ascó è una centrale nucleare spagnola situata presso la città di Ascó, in Catalogna. L'impianto è composto da due reattori di tipologia PWR per 1992MW di potenza netta.